# پیپت (ابزار آزمایشگاهی)

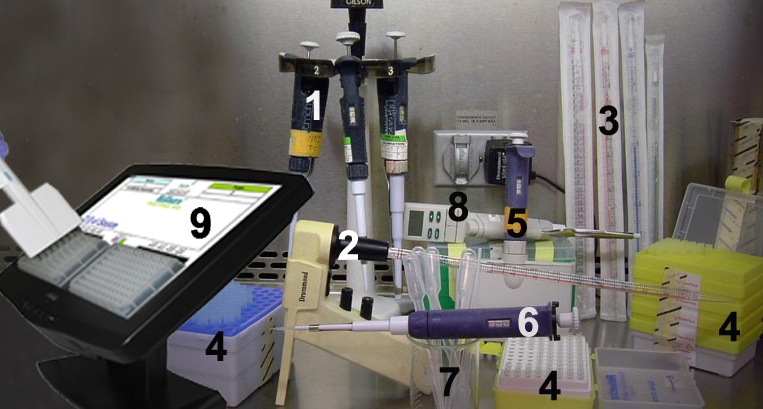
دو نوع پیپت مدرج (راست) و دو نوع پیپِتِ حبابدار (چپ)

پیپِت(به فرانسوی: pipette) یکی از ابزارهای آزمایشگاهی است که به منظور برداشتن مقدار دقیقی از مایع در آزمایشگاه از آن استفاده می‌شود. این وسیله معمولاً از شیشه ساخته می‌شود و برخلاف وسایلی مانند بِشِر و ارلن نمی‌تواند در معرض شعله مستقیم قرار گیرد. برای استفاده از این پیپت، باید پمپ پیپت را که دارای سه دکمهٔ A و S و E است که برای پُر یا خالی کردن مایع درون پیپت به کار می‌رود به ته آن وصل کنیم. نوعی دیگر از پیپت‌ها پیپت حباب دار است که فقط می‌تواند به یک اندازه مایع را جابه‌جا کنند.

## ساختار و انواع
پیپت‌ها معمولاً در دو نوع پیپت مدرج و پیپت حباب دار (یا پیپت ژوژه) ساخته می‌شوند.
پیپت مدرج یک لوله شیشه‌ای صاف می‌باشد که یک انتهای آن نازک‌تر است. در این نوع پیپت بدنه وسیله بر حسب حجم‌های مختلف مدرج شده است و دقت وسیله به کوچک‌ترین واحد تقسیم‌بندی روی بدنه بستگی دارد. در این نوع پیپت می‌توان حجم‌های مختلف و دلخواه را بر اساس ظرفیت پیپت برداشت.
پیپت حباب دار از یک لوله صاف که در میانه آن یک حباب وجود دارد تشکیل شده است و در قسمت بالایی آن یک خط نشانه وجود دارد. دراین نوع پیپت بر خلاف پیپت مدرج فقط مقدار حجم معین تعیین شده روی ابزار قابل برداشتن است.
پیپت‌ها را به وسیلهٔ ابزار دیگری به نام پوآر (یا پیپت پرکن) استفاده می‌کنند. این ابزار که در انتهای لولهٔ پیپت بسته می‌شود با ایجاد خلأ در داخل پیپت مایعات را به داخل آن می‌کشد.
- پیپت میکروبی نوعی از پیپتها است که دقت بیشتری دارد.[۱]